# Fistravec
Fistravec je priimek več oseb:
- Gašper Fistravec, slovenski veslač
- Josip Fistravec, slovenski učitelj, šolnik
- Matjaž Fistravec, filmski ustvarjalec (filmski režiser in producent), alpinist in kajakaš